# Оршокдугов, Аскер Гисович
Аскер Гисович Оршокдугов (род. 8 октября 1991) — российский бывший борец греко-римского стиля, призёр чемпионата России, призёр Кубка мира в команде. На данном момент является тренером сборной России среди кадетов (до 17 лет).

## Карьера
Является воспитанником Кабардино-Балкарской школы греко-римской борьбы. В июле 2010 года в Будапеште, уступив в финале азербайджанцу Камрану Мамедову завоевал серебряную медаль юниорского чемпионата мира. В июне 2011 года в сербском Зренянине стал чемпионом Европы среди юниоров. В феврале 2015 года в составе сборной России в Тегеране стал серебряным призёром Кубка мира. В августе 2018 года в Одинцово на чемпионате России завоевал серебряную медаль, проиграл в финале за 45 секунд Абуязиду Манцигову.

## Спортивные результаты
- Чемпионат мира по борьбе среди юниоров 2010 — ;
- Чемпионат Европы по борьбе среди юниоров 2011 — ;
- Гран-при Ивана Поддубного 2014 — ;
- Кубок мира по борьбе 2015 (команда) — ;
- Чемпионат России по греко-римской борьбе 2018 — ;